# Wilhelm von Roupov
Wilhelm von Roupov, tschechisch Vilém z Roupova, auch Wilhelm von Ruppa (* vor 1560 in Böhmen; † Ende 1629 in Cuylenburg, Grafschaft Cuylenburg) war ein böhmischer Adliger. Bedeutung erlangte er 1619/20 als einer der Führer des mährischen Ständeaufstandes. 

## Leben
Wilhelm von Roupov entstammte dem böhmischen Adelsgeschlecht Roupov (Roupovský z Roupova), das seinen Ursprung auf der Burg Roupov im Pilsner Kreis hatte. Er war der dritte Sohn des Adam von Roupov und der Ludmilla von Wartenberg. Nach dem Tode des Vaters wuchs er ab 1573 unter Obhut seines älteren Bruders Johann auf und erbte eine Hälfte der Herrschaft Roupov, die er 1581 seinem ältesten Bruder Johann verkaufte. Über seine Jugend und Ausbildung ist nichts überliefert.
Nachdem Wilhelm von Roupov nach 1579 von seinem Oheim Johann von Wartenberg das Gut Napajedla geerbt hatte, übersiedelte er nach Mähren. Seine erste Frau Anna Kraiger von Kraigk brachte das Gut Horní Němčice als Mitgift ein. Das Gut behielt er nicht lange, auch Horní Němčice tauschte er im Jahre 1597 gegen Červený Martínkov ein. 1599 erwarb er von seiner zweiten Frau Alena von Zástřizl das Gut Mladoňovice. Zu Beginn des 17. Jahrhunderts wurde er Pfandherr der Znaimer Burg. 1610 kaufte Wilhelm von Roupov das vereinigte Gut Bonitz und Gaiwitz für 42.000 Mährische Gulden von Bohuchwal Jaroslaw Březnický von Náchod auf Žerotitz. Im selben Jahre überschrieb er seinem Sohn Zdeněk anlässlich dessen Heirat das Gut Červený Martínkov, auf dem beide zuvor in Gütergemeinschaft intabuliert waren. 1617 erwarb er einen Anteil von Moratitz.
Wilhelm von Roupov war als Vertreter des Herrenstandes Mitglied der mährischen Landstände. Obwohl er mehrere Güter und das Znaimer Burglehen besaß, war er im Gegensatz zu seinen wohlhabenden Verwandten in Böhmen nur wenig begütert. Im Jahre 1619 lebten auf seinen kleinen Gütern lediglich ca. 200 Untertanen. 1620 wurde er mit der Znaimer Burg belehnt. Das Burglehen umfasste außer der alten Königsburg, die von Roupov selber bewohnte, nur ein Dorf, eine Mühle, einen Wald und einige Untertanen in Znaim. Durch den einfließenden Wein- und Getreidezehnt aus zahlreichen fremdherrschaftlichen Dörfern lagen die jährlichen Einkünfte des Burglehns bei ca. 3000 Gulden.
Nach der Niederlage des Heeres der protestantischen Stände in der Schlacht am Weißen Berg im Jahre 1620 floh Wilhelm von Roupov vor den vorrückenden kaiserlichen Truppen zur Abtei Strahov, wo er Gelder für seine Flucht ins Ausland mitnahm. Mit seiner Frau und den Kindern ging er zunächst nach Schlesien. Danach lebte er in Berlin und schließlich in den Niederlanden, wo die Generalstände Exulanten ein Darlehen von 1000 Gulden gewährten. Am 16. Juli 1621 ließ Wilhelm von Roupov seine beiden jüngeren, noch minderjährigen Söhne Otto und Christoph Karl an der Universität Leiden einschreiben. Später lebte er eine Zeitlang auf dänischem Gebiet. 1624 richtete er über den dänischen König Christian IV. ein Gnadengesuch an Kaiser Ferdinand II. und bat um Rückgabe seiner konfiszierten mährischen Güter. Der kaiserliche Berater, Kardinal Franz Seraph von Dietrichstein, empfahl eine Ablehnung, weil es für eine Restitution zu spät wäre. Von Ferdinand II. erhielt Wilhelm von Roupov schließlich eine Begnadigung „vitae et honoris“. Ob Wilhelm von Roupov danach jemals wieder nach Mähren zurückkam, ist nicht bekannt. Ende 1629 verstarb er in Cuylenburg. Sein enger Freund Ladislav Velen von Zierotin schickte im April 1630 seine Kondolenz mit einem Lebensbild des Verstorbenen an Otto von Roupov nach Schlesien.
Mit Karl von Zierotin und seinem nahen Verwandten Wenzel Wilhelm von Roupov war er über lange Zeit ebenfalls freundschaftlich verbunden.
Wilhelms Sohn Otto, der 1626 im dänischen Söldnerheer unter Ernst von Mansfeld nach Mähren zurückgekehrt war, suchte 1627 und 1628 zweimal erfolglos bei Ferdinand II. um Rückgabe seines Anteils an der Znaimer Burg.

## Wirken
Bereits seit seinem Umzug auf die Znaimer Burg engagierte sich Wilhelm von Roupov gesellschaftlich. In den Jahren 1602 und 1607 stellte er sich sowohl für das Amt des Landeshauptmanns als auch des Oberstrichters zur Wahl. Als Mitglied der Mährischen Brüder erhielt er jedoch nur wenig Unterstützer. Mit der Machtübernahme des mährischen Markgrafen und späteren böhmischen Königs Matthias II. gewann die nichtkatholische Mehrheit in Mähren auch mehr politischen Einfluss. In dieser Phase wurde Wilhelm von Roupov zum Oberstrichter der Markgrafschaft Mähren gewählt. 1612 wurde er zum Statthalter der Markgrafschaft Mähren ernannt. Nach dem Rücktritt des Landeshauptmanns Karl von Zierotin war Wilhelm von Roupov ein Kandidat für dessen Nachfolge. Er wurde schließlich zum Oberstkämmerer und Verwalter der Landtafel ernannt.
Im Jahre 1619 war Wilhelm von Roupov neben Ladislav Velen von Zierotin einer der Initiatoren, dass sich auch die mährischen Stände dem Aufstand gegen die Habsburger anschlossen. Angeblich soll sein Seitenwechsel vom Prager Direktorium durch Belohnungen angestoßen worden sein. Am 21. März 1619 ließ er in Znaim die Tore für das böhmische Ständeheer unter Heinrich Matthias von Thurn öffnen. Die versammelten protestantischen Stände ließen den neuen Brucker Abt Hieronymus Schall von Schallenheim gefangen nehmen, übergaben die St.-Nikolaus-Kirche den Protestanten und lösten das Dominikanerkloster auf, in dem sie ein Gefängnis errichteten. Das Kloster Bruck wurde zu einer jährlichen Leistung von vier Metzen Roggen, Weizen und Hafer sowie acht Fässern Wein an Wilhelm von Roupov verpflichtet.
Wilhelm von Roupovs nahe der österreichischen Grenze gelegenen Güter wurden bei den ersten Kämpfen mit kaiserlichen Truppen gänzlich ruiniert. Für seine Verdienste und als Ausgleich für die entstanden Schäden erhielt Wilhelm von Roupov zwei kirchliche Gütern bei Znaim und etliche Dörfer der Abtei Strahov. Der neue böhmische König Friedrich I. belehnte ihn 1620 auf Gesuch der mährischen Stände erblich mit der Znaimer Burg.
Nach der Schlacht am Weißen Berg floh Wilhelm von Roupov aus Böhmen; seine Güter wurden konfisziert.

## Familie
Wilhelm von Roupov war dreimal verheiratet:
1. 1574 Anna Kraiger von Kraigk († nach 1597)[5]
2. Alena von Zástřizl, verw. Kraiger von Kraigk
3. N.N., er verließ seine Frau und die Kinder in Holland

Er hatte mehrere Kinder, darunter die Söhne Zdeněk, Otto und Christoph Karl. Seine Tochter Dorothea verlobte sich in den Niederlanden mit dem englischen Oberst Morgan, eine beabsichtigte Eheschließung kam jedoch nicht zustande.